# یاویتو
یاویتو (انگلیسی: Javito؛ زادهٔ ۴ نوامبر ۱۹۸۳) بازیکن فوتبال اهل اسپانیا است.
از باشگاه‌هایی که در آن بازی کرده‌است می‌توان به باشگاه فوتبال هرکولس، باشگاه فوتبال المپیاکوس، باشگاه فوتبال بارسلونا سی، باشگاه فوتبال آلکورکون، باشگاه فوتبال آریس سالونیک، باشگاه فوتبال بارسلونا بی، باشگاه فوتبال دپورتیوو لاکرونیا، باشگاه فوتبال بارسلونا، و باشگاه فوتبال اردواسپور اشاره کرد.
وی همچنین در تیم ملی فوتبال زیر ۲۱ سال اسپانیا بازی کرده‌است.